# Dornice
Dornice so razloženo naselje jugozahodno od Vodic, v Občini Vodice. Vas leži nad ravnico na severnem vznožju Smledniškega hriba (483 m), dostopna je po cesti, ki se odcepi od ceste Vodice - Smlednik, ali iz sosednje Dobruše na vzhodu. Skozi vas teče kratek potok, ki izginja v prodnih nanosih na kranjskem polju.